# 菲利普·考夫曼
菲利普·考夫曼（英語：Philip Kaufman，1936年10月23日—）是一名美國男導演、監製、編劇和演員。他所執導的電影風格被形容為「特立獨行」和「反獨裁」。

## 作品
| 1972 | 《血灑北城》   | The Great Northfield Minnesota Raid | 是 | 是 |
| 1978 | 《天外奪命花》 | Invasion of the Body Snatchers      | 是 |    |
| 1979 | 《火拼戰車》   | The Wanderers                       | 是 | 是 |
| 1983 | 《太空先鋒》   | The Right Stuff                     | 是 | 是 |
| 1988 | 《情陷布拉格》 | The Unbearable Lightness of Being   | 是 | 是 |
| 1990 | 《情迷六月花》 | Henry & June                        | 是 | 是 |
| 1993 | 《旭日東昇》   | Rising Sun                          | 是 | 是 |
| 2000 | 《性書狂人》   | Quills                              | 是 |    |
| 2004 | 《非常命案》   | Twisted                             | 是 |    |
| 2012 | 《戀上海明威》 | Hemingway & Gellhorn                | 是 |    |

## 外部連結
- 官方网站
- 菲利普·考夫曼在互联网电影资料库（IMDb）上的資料（英文）